# You Belong in Rock n' Roll
"You Belong in Rock n' Roll" é uma canção do grupo Tin Machine, lançada como single em agosto de 1991, um mês antes do segundo álbum da banda. A canção foi a primeira lançada pela banda com a Victory Records, que, no Reino Unido, tinha a distribuição feita pela London Records.